# روبرت أوين
روبرت أوين (بالإنجليزية: Robert Owen) (14 مايو 1771 - 17 نوفمبر 1858) مصلح اجتماعي ويلزي، وأحد واضعي أسس الاشتراكية المثالية والحركة التعاونية.
كانت فلسفته مبنية على ثلاث محاور. أولاً، أنه «لا أحد قادر على التحكم في أمنياته أو أفعاله» لأن «شخصيته بأكملها تشكّلت بعيدًا تمامًا عن نفسه» (الناس نتاج لموروثاتهم وبيئاتهم). لذا، فقد جعل له دعمه للتعليم وللإصلاحات العمالية السبق في استثمار الطاقات البشرية. ثانيًا، أن «كل الأديان تعتمد على نفس التصورات السخيفة، والتي تجعل من الإنسان ضعيفًا أو حيوانًا أبله أو متعصبًا غاضبًا أو منافقًا بائسًا». ورغم ذلك فقد احتضن في سنواته الأخيرة حركة روحانية. ثالثًا، دعم الورش الخاصة الصغيرة على حساب المصانع الكبرى.

## حياته
يُعتبر روبرت أوين ولا شك شخصية فريدة؛ فهو أحد دعاة الاشتراكية وأبو الحركة التعاونية، فضلاً عن أنه كان رجل أعمال ناجحاً. وقد قام بدعوة ضخمة لإصلاح أحوال العمال. ولعله كان أول من استخدم شعار «الاشتراكية» لدعوته. ومع ذلك، فإنه لم يكن ثورياً يطالب باستخدام العنف، وإنما ينصح بالعمل الجماعي لخلق مجتمع جديد.

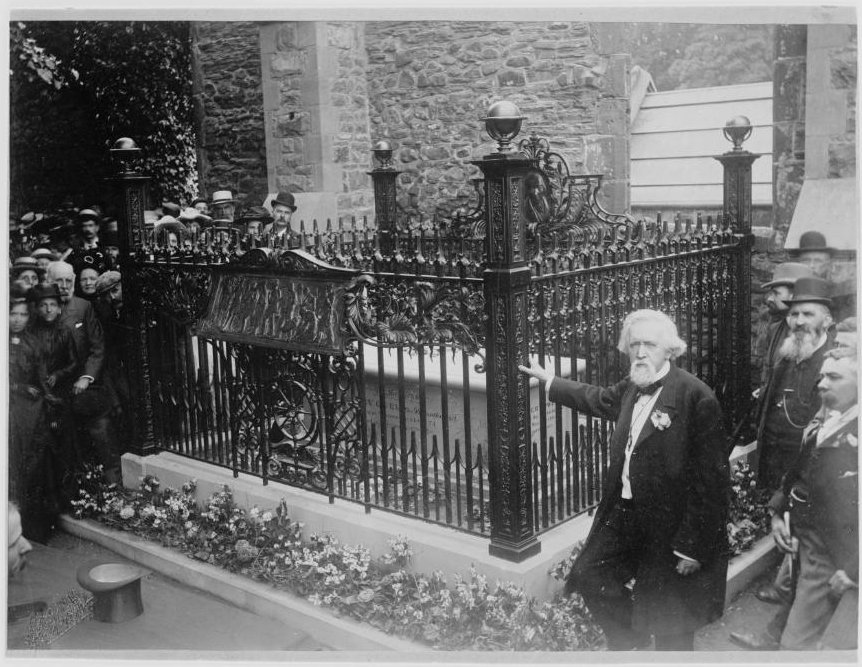

ولا تكمن أهمية أوين في أفكاره فقط، بل إن حياته الطويلة كانت هي الأخرى حافلة بالتجارب وعكست إلى حد بعيد خصائص العصر الذي عاش فيه. فقد عاش أوين (87 عاماً) حياة حافلة ومثيرة. بدأ العمل في التاسعة من عمره صبياً، وتدرج في الأعمال حتى وصل في الثلاثين، إلى أن أصبح شريكاً ومديراً لأحد المصانع الكبيرة للغزل في اسكتلندا في نيولانارك. وقد بدأ بتطبيق أفكاره في تحسين أحوال العمال في مصنعه، فخفض ساعات العمل من سبعة عشر ساعة إلى عشر ساعات فقط. وامتنع عن تشغيل الأطفال الذين يقلون عن عشر سنوات. وانشا مدارس لتعليم أبناء العمال لديه. كذلك ألغى نظام الغرامات الذي كان سائداً في المصانع، والذي بمقتضاه قلما كان العامل يحصل على أجره كاملاً بعد اقتطاع كافة الغرامات المفروضة عليه. وقد ساعدت هذه الإجراءات على زيادة الكفاءة الإنتاجية، مما جعل مصنعه كعبة للزوار من كبار الشخصيات، فزاره في المصنع ملك بروسيا وملك هولندا.
وبعد أزمة سنة 1815، وما ترتب عليها من اختلال اقتصادي، بدأت مرحلة جديدة في حياة أوين، حيث ذهب إلى أمريكا لتجربة جديدة، وهي إقامة مستعمرات تعاونية تتناول كل جوانب الحياة الاجتماعية. ففي سنة 1825 أسس في ولاية انديانا مستعمرة نيو هارموني، وحاول أن يطبق أفكاره في هذه المستعمرة من حيث خلق مجتمع جديد وجو ملائم للإنسان، وقد عاشت هذه المستعمرة عدة سنوات ناجحة، ولكنها لم تلبث أن اضمحلت.
وعندما وجد أوين أن دعوته لم تجد آذاناً صاغية بين أرباب الأعمال، اتجه إلى الحكومات للتدخل بالتشريع لحماية حقوق العمال. وقد حقق بعض النجاح في هذا الميدان، حيث صدرت عدة تشريعات تمنع تشغيل الأطفال تحت سن معين تحت تأثير كتاباته هو وغيره من المصلحين.
وفي الحقبة الأخيرة من عمره، خصص حياته لنشر أفكاره عن العالم، وكتب في هذا الشأن عدة مؤلفات أهمها «العالم الأخلاقي الجديد» سنة 1845م. كذلك شارك في الحركات النقابية. ومن الغريب أنه لم يُبد اهتماماً زائداً بالحركة التعاونية التي تُنسب إليه واعتبرت فيما بعد أساس مجده، ومع ذلك فقد أُتيح لأوين أن يرى في حياته «جمعية رواد روتشديل» سنة 1844 التي دعمت التعاون كمؤسسات لها وجود مؤثر.
ولا يستطيع أوين ككاتب أن يدعي مركزاً خاصاً، فأسلوبه ممل إلى حد بعيد، ولكن حياته الحافلة بالأعمال هي التي جذبت الأنظار إليه.

## أفكاره
ويمكن تلخيص أهم أفكار أوين في عدة نقاط:

### خلق مجتمع جديد
وهذه تُعتبر الفكرة الأساسية التي لا يمل من تكرارها: خلق مجتمع جديد، خلق بيئة جديدة ملائمة لنمو علاقات جديدة. وتقوم فكرته على أن الإنسان هو نتاج البيئة التي يعيش فيها. فالإنسان ليس شريراً ولا خيراً بطبعه، ولكنه ما تفعله به البيئة. وبذلك يندرج أوين مع المفكرين الذين يعتقدون في أثر البيئة على الإنسان. فهو بالنسبة للعلوم الاجتماعية والسلوك الاجتماعي، ما أراده لامارك وداروين بالنسبة للكائنات وتطورها في بيئتها الطبيعية. وعلى ذلك فإذا أردنا تغيير الإنسان، فلنبدأ بتغيير البيئة المحيطة به.

### إلغاء الربح
ولكن ماذا يعني خلق بيئة جديدة من الناحية لإقتصادية؟ ماذا يجب فعله لإنشاء نظام اقتصادي قادر على خلق بيئة مناسبة للفرد؟
رأى أوين أنه يجب إلغاء الربح. فالربح هو أساس البلاء في ظل النظام الاقتصادي القائم. الربح هو إضافة إلى التكلفة، وبعبارة أخرى، فإن الربح في أساسه تعبير عن عدم العدالة، إذ أنه بيع للسلعة بأكثر مما تكلفت. والربح ليس فقط أمراً غير عادل، ولكنه أيضاً مسئول عن الأزمات الاقتصادية التي يزيد فيها الإنتاج على الإستهلاك. فالعمال يحصلون دائماً على أقل من قيمة السلع التي ينتجونها، فكيف والحال هذه يمكنهم أن يشتروا جميع السلع المعروضة بدخولهم المحدودة.
وهكذا، فإن الربح هو المسئول عن أزمات الإفراط في الإنتاج. والربح والمنافسة وجهان لأمر واحد، فحيث تصبح المنافسة هي أساس النظام الاقتصادي فإن الربح سيكون بالضرورة هو المحرك للإنتاج.
ولكن كيف يمكن إلغاء الربح؟ ويرى أوين أن المشكلة تكمن في استخدام النقود. وان ذلك هو الذي جعل الربح الدافع وراء الأعمال الاقتصادية، ولذلك، فإذا أردناإلغاء الربح فإنه يجب أيضاً إلغاء النقود من التعامل. ولذلك فكر أوين في استبدال النقود بأذونات العمل.

## مؤلفاته
- نظرة جديدة إلى المجتمع، أو محاولات في مبدأ تشكيل الطبع البشري (1812) «A New View Of Society, Essays on the Formation of Human Character».[5]
- تقرير إلى مجلس إدارة لونارك (1815-1821).[6]
- كتاب عن العالم الأخلاقي الجديد (1836-1844) «the Book of the New Moral World».[5]
- ثورة في وعي ونشاط الجنس البشري (1849) «The Revolution in the Mind and Practice of the Human Race».[5]
- تاريخ حياتي (سيرة ذاتية، 1857).[6]

## روابط خارجية
- روبرت أوين على موقع الموسوعة البريطانية (الإنجليزية)
- روبرت أوين على موقع إن إن دي بي (الإنجليزية)